# アリス・マーブル
アリス・マーブル（Alice Marble, 1913年9月28日 - 1990年12月13日）は、アメリカ・カリフォルニア州プルマス郡出身の女子テニス選手。1930年代から1940年にかけて活躍し、ウィンブルドン選手権で1939年、全米選手権で1938年-1940年の3年連続で「ハットトリック」（女子シングルス・女子ダブルス・混合ダブルスの3部門全制覇）を達成した名選手である。マーブルは女子テニスの歴史を通じて、最もきらびやかなキャラクターを備えた選手のひとりであった。右利きの選手。

## 来歴
カリフォルニア州プルマス郡で農場の家庭に生まれたマーブルは、少女時代からサンフランシスコのゴールデンゲート公園で様々なスポーツに親しみ、13歳の時にマイナーリーグの「サンフランシスコ・シールズ」のマスコットに選ばれた。その頃ジョー・ディマジオに憧れた“おてんば娘”の様子を見かねて、兄のダンがアリスにテニスラケットを買い与え、彼女はゴールデンゲート公園でテニスの練習を始める。マーブルは1931年から、地元開催の全米選手権に出場し始めた。20歳の誕生日を迎えた1933年の夏、マーブルに最初の危機が訪れる。ニューヨーク州ロングアイランドにある「メイドストーン・クラブ」のトーナメントで、マーブルは1日のうちにシングルス・ダブルスの準決勝と決勝を戦い、猛暑の中で「108ゲーム」をこなした。過酷な1日が終わり、日射病で倒れたマーブルは、最初は「胸膜炎」の診断を受けた。翌1934年にフランス・パリに遠征した時、マーブルは試合中にコートで倒れ、全仏選手権でシリー・アウセムとの2回戦に出場できなくなった。入院先で結核と診断され（後で誤診と分かった）、医師から「テニスのことを忘れなさい」と告げられたため、マーブルは心身ともに打ちのめされ、病気の回復に2年以上を要した。ようやく1936年の全米選手権で、マーブルはテニス界に復帰を果たす。
3年ぶりに出場した1936年の全米選手権で、マーブルは女子シングルス・混合ダブルスの2部門に初優勝を飾り、長期に及んだ病気療養からの回復を証明した。女子シングルス決勝では、マーブルは1932年から連続優勝を続けていたヘレン・ジェイコブスの記録を「4連覇」で止め、混合ダブルスではジーン・マコと組んで優勝した。しかし、1937年は彼女にとってスランプの年であった。初出場のウィンブルドン選手権では、マーブルはドン・バッジと組んだ混合ダブルスで初優勝したが、女子シングルス準決勝でポーランドのヤドヴィガ・イェンジェヨフスカに敗れてしまう。全米選手権では、サラ・ポールフリーと組んだ女子ダブルスで初優勝を果たすが（以後このペアで4連覇）、女子シングルスでは準々決勝で早期敗退を喫し、ドロシー・バンディ（メイ・サットンの娘）に敗れた。マーブルの自伝によれば、当時の彼女はイェンジェヨフスカのフォアハンド・ストロークに強い苦手意識を持っていた。
1938年のウィンブルドン選手権で、アリス・マーブルは女子ダブルス・混合ダブルスの2部門を制覇したが、女子シングルスでは準決勝でヘレン・ジェイコブスに敗退する。この大会の女子シングルス優勝を最後にヘレン・ウィルス・ムーディが引退した後、マーブルは名実ともに女子テニス界の第一人者になった。同年の全米選手権で、マーブルは初めての「ハットトリック」を達成した。女子シングルス決勝では、オーストラリアのナンシー・ウィンを 6-0, 6-3 で破り、2年ぶり2度目の優勝を決めた。ウィンブルドン選手権・全米選手権ともに、ダブルスのパートナーはサラ・ポールフリーとドン・バッジであった。それから、マーブルは1939年と1940年にテニス経歴の最盛期を迎える。1939年のウィンブルドン選手権で、マーブルは前年の全米選手権に続くハットトリックを決めた。ケイ・スタマーズ（イギリス）を 6-2, 6-0 で破った女子シングルス初優勝、ポールフリーとの女子ダブルス2連覇、混合ダブルス3連覇である。混合ダブルスのパートナーだったボビー・リッグスも、この大会で男子シングルス・男子ダブルス・混合ダブルスの3冠を獲得し、第2次世界大戦勃発直前のウィンブルドン選手権は、マーブルとリッグスの“男女ハットトリック”で幕を閉じた。世界大戦の勃発により、ウィンブルドン選手権は開催中止を余儀なくされたが、全米選手権は戦時中も続行された。マーブルは1939年と1940年にも全米選手権でハットトリックを成し遂げ、こうして前人未到の「3年連続ハットトリック」の金字塔を樹立する。女子ダブルスは1937年-1940年までサラ・ポールフリーと組んで4連覇したが、混合ダブルスのパートナーはそれぞれ異なっていた。1938年にドン・バッジと組んだ後、1939年はオーストラリアのハリー・ホップマン、1940年はリッグスと組んでいる。全盛期の2年間に、マーブルは「出場18大会連続優勝」と「111連勝」を記録し、ヘレン・ウィルス・ムーディの「27大会連続優勝/158連勝」に続く偉業も成し遂げた。
1940年の終わりに、マーブルはプロテニス選手に転向した。最初はウィリアム・デュポン（後にマーガレット・オズボーンと結婚した人）の支援申し出を断ったものの、すぐ後にスポーツ用品メーカー「ウィルソン」社長であったL・B・アイスリーの支援を受けることにした。気持ちの変化について、マーブルは自伝の中で「私に何が残っているの？　私はチャンピオンなのよ…来年の全米選手権は（戦争の激化で）あるかどうかも分からない。今ある力を（プロテニスツアーで）最大限に使おう、と考えた」と記している。その後、第2次世界大戦が終わりに近づいた1945年初頭に、マーブルは反ナチスのスパイとしてスイスに赴き、終戦までその仕事をした。
マーブルは終戦後も、テニス界の内外に幅広い交友関係を築いた。アリシア・ギブソンが黒人女子選手として初めて1950年全米選手権に出場した時、マーブルはギブソンのために全面的な支援を行い、「アメリカン・ローンテニス」（American Lawn Tennis）という雑誌の1950年7月号にギブソンの紹介記事を書いた。 1964年に国際テニス殿堂入り。その後、マーブルはウィリアム・デュポンが彼女のために建てたカリフォルニア州・パームデザートの家に住んだ。そこで多くの選手たちを教え、その中には少女時代のビリー・ジーン・モフィットなども含まれていた。1981年にマーブルは結腸癌の診断を受け、亡くなるまで何度かの手術を繰り返した。
マーブルは死の直前まで書き続けた自伝の中で、1990年11月の女子ツアー年間最終戦「バージニア・スリムズ選手権」で行われたモニカ・セレシュとガブリエラ・サバティーニの決勝戦にも言及しており、「3時間45分」に及んだ5セット・マッチの試合（セレシュが 6-4, 5-7, 3-6, 6-4, 6-2 で勝利）を興味深く語った（参考文献の248ページ）。この試合の1ヶ月後、アリス・マーブルは1990年12月13日にカリフォルニア州パームスプリングスにて、結腸癌のため77歳で死去した。死の半年後、1991年6月に『Courting Danger』という題名の自伝が刊行された。（court danger:「自ら危険に近寄る」諺でよく用いられる表現と、テニスコートの“court”をひっかけた書名と考えられる。）

## 4大大会優勝
- ウィンブルドン選手権　女子シングルス：1勝（1939年）／女子ダブルス：2勝（1938年＆1939年）／混合ダブルス：3勝（1937年-1939年）
- 全米選手権　女子シングルス：4勝（1936年・1938年-1940年）／女子ダブルス：4勝（1937年-1940年）／混合ダブルス：4勝（1936年・1938年-1940年）

| 年     | 大会           | 対戦相手             | 試合結果       |
| ------ | -------------- | -------------------- | -------------- |
| 1936年 | 全米選手権     | ヘレン・ジェイコブス | 4-6, 6-3, 6-2  |
| 1938年 | 全米選手権     | ナンシー・ウィン     | 6-0, 6-3       |
| 1939年 | ウィンブルドン | ケイ・スタマーズ     | 6-2, 6-0       |
| 1939年 | 全米選手権     | ヘレン・ジェイコブス | 6-0, 8-10, 6-4 |
| 1940年 | 全米選手権     | ヘレン・ジェイコブス | 6-2, 6-3       |